# Osiedle Kabaty
Osiedle Kabaty – osiedle w dzielnicy Ursynów w Warszawie.

## Położenie i charakterystyka
Osiedle Kabaty położone jest na stołecznym Ursynowie, w północno-wschodniej części obszaru Miejskiego Systemu Informacji Kabaty. Znajduje się wewnątrz kwartału ograniczonego ulicami: Kazimierza Jeżewskiego, Melchiora Wańkowicza, Jana Kiepury, Stefana Dembego, Jana Rosoła i Wąwozową. Dodatkowo przez osiedle przebiega ulica Ksawerego Bronikowskiego.
Wschodnia część osiedla (Kabaty Wschód) została zaprojektowana przez Jacka Nowickiego jako część południowego pasma rozwojowego w dzielnicy Mokotów o nazwie Ursynów-Natolin. Budowa trwała od 1987 do 1990 roku, zastosowano technologię wielkopłytową. Projekt zakładał pięć oddzielnych, półotwartych kolonii z ogólnodostępnymi terenami zielonymi oraz przydomowymi ogródkami.
Część zachodnia (Kabaty Zachód) powstała w latach 1997–2002. Jej projekt został wykonany przez Pracownię Projektową „Architekt & Co.” (Michał Jeleń z zespołem: Monika Szumna-Tatol, Barbara Kapturkiewicz, Paweł Matarewicz). Zabudowa jest tu znacznie bardziej zwarta, dąży do maksymalizacji powierzchni użytkowej. Jest znacznie mniej zieleni. Wyznaczono dwa centralne punkty: skwer z oczkiem wodnym oraz plac koncentrujący funkcję usługową. Siatkę dróg wewnętrznych tworzą trójkąty. Z ulicami zewnętrznymi trakty łączą się ukośnie. Zaprojektowano siedem kwartałów na planie litery „L” z zabudową o wysokości od czterech do pięciu kondygnacji z garażami podziemnymi. Dodatkowo, przy ul. Bronikowskiego, zlokalizowano dwadzieścia domów szeregowych ułożonych w dwa rzędy. Projekt tej części osiedla był nominowany do Nagrody Architektonicznej Prezydenta m.st. Warszawy za 2006 rok w kategorii „architektura mieszkaniowa – zespół”.
Łącznie osiedle zostało wybudowane na obszarze 12,6 ha. W jego skład wchodzi 2449 mieszkań (na ok. 4850 mieszkańców) o łącznej powierzchni użytkowej 152.840,36 m². Jego zarządcą jest Spółdzielnia Mieszkaniowo-Budowlana „Osiedle Kabaty”, która powstała w 1994 roku w wyniku podziału Spółdzielni Budowlano-Mieszkaniowej „Natolin”. Zarządzający określa charakter osiedla jako „zamknięte z całodobową kontrolą ruchu osób i pojazdów oraz uporządkowanym ruchem kołowym i pieszym”.
Według stanu na 2020 rok na terenie Osiedla Kabaty znajduje się 1380 drzew, 23.557 m² powierzchni trawników, a także 11.526 m² zieleni urządzonej. Na północ od osiedla znajduje się park Przy Bażantarni, a na wschodzie park Natoliński.

## Galeria
| - Centralny plac osiedla z oczkiem wodnym - Brama do osiedla od strony ul. Wąwozowej - Starsza, wschodnia część osiedla. Budynki przy ul. Dembego 26, 28 i 30 - Budynek przy ul. Bronikowskiego 1 |